# Riconnessione magnetica

Sezione trasversale di quattro domini magnetici che vanno incontro a riconnessione. Due separatrici dividono lo spazio in quattro domini magnetici con un separatore al centro della figura. Le linee di flusso (e il plasma associato) fluiscono verso il centro da sopra e sotto il separatore, si riconnettono e balzano poi in fuori orizzontalmente.
Misure effettuate nella magnetosfera e negli esperimenti di laboratorio sul plasma indicano che una volta iniziato, il processo procede a velocità molto più elevate di quanto previsto dalla teoria di Parker-Sweet.

La riconnessione magnetica è un processo fisico che avviene in plasma fortemente conduttivi, in cui la topologia magnetica viene riarrangiata e l'energia magnetica è convertita in energia cinetica, energia termica e accelerazione delle particelle. La scala temporale a cui il fenomeno avviene è intermedia tra quella piuttosto lenta della diffusione del campo magnetico e quella molto più veloce delle onde di Alfvén.
Il concetto di riconnessione magnetica fu introdotto nel 1950 nella tesi di laurea di James Dungey per spiegare l'accoppiamento di massa, energia momento dal vento solare alla magnetosfera terrestre, e fu pubblicato nella letteratura scientifica nel 1961.

## Descrizione
Nel processo di riconnessione, le linee di campo magnetico dei domini magnetici (definiti dalla connettività delle linee di campo) si saldano tra di loro, cambiando le sequenze di connettività rispetto alle loro sorgenti. Si può considerare come un violazione della (non rigorosa) legge di conservazione della fisica del plasma, chiamata Teorema di Alfvén, e può concentrare energia meccanica o magnetica sia nello spazio che nel tempo.
I brillamenti solari, le più grandi esplosioni nel sistema solare, potrebbero essere collegati alla riconnessione di grandi sistemi di flusso magnetico sul Sole; essi rilasciano in pochi minuti l'energia che è stata immagazzinata nel campo magnetico in periodi di ore o giorni.
L'effetto più visibile della riconnessione magnetica è senz'altro l'aurora polare, giacché la magnetosfera terrestre funziona come uno scudo, schermando la Terra dall'impatto diretto delle particelle cariche (plasma) che compongono il vento solare. In prima approssimazione queste particelle "scivolano" lungo il bordo esterno della magnetosfera (magnetopausa) e passano oltre la Terra. In realtà, a causa proprio della riconnessione magnetica il plasma del vento solare può penetrare dentro la magnetosfera e, dopo complessi processi di accelerazione, interagire con la ionosfera terrestre, depositando immense quantità di protoni ed elettroni nell'alta atmosfera, e dando luogo, in tal modo, al fenomeno delle aurore.
Il tipo più comune di riconnessione magnetica è il separatore di riconnessione, in cui quattro distinti domini magnetici si scambiano temporaneamente le linee magnetiche, invertendole casualmente.

## Trattazione teorica

### Riconnessione lenta
La prima trattazione teorica della riconnessione magnetica lenta fu presentata nel 1956 da Peter Sweet nel corso di una conferenza. Sweet fece rilevare che nell'incontro tra due plasma con campi magnetici orientati in direzioni opposte, la diffusione resistiva avviene su scale di lnghezza molto più corte di quelle di una tipica lunghezza di equilibrio. Eugene Parker, che era presente alla conferenza, sviluppò rapidamente la relazione matematica per questo modello, che oggi viene chiamato Modello di Sweet-Parker.
Il modello di Sweet-Parker permette velocità di riconnessione molto più rapide della diffusione globale, ma non è in grado di spiegare le velocità molto elevate osservate nei brillamenti solari, nella magnetosfera terrestre e nel plasma in laboratorio. Inoltre il modello Sweet-Parker ignora gli effetti tridimensionali, la fisica senza collisione, gli effetti dipendenti dal tempo, la viscosità, la compressibilità. Le simulazioni numeriche delle riconnessioni bidimensionali mostrano in genere un buon accordo con quanto previsto dal modello.
I risultati degli Esperimenti di Riconnessione Magnetica (MRX) sulle riconnessioni collisionali, mostrano un accordo con il modello che incorpori la compressibilità, la pressione in downstream e la resistività anomala.

## Cause ed effetti
Questa teoria si riferisce alle induzioni di correnti elettriche nella corona da parte del campo magnetico solare. Queste correnti collasserebbero immediatamente, rilasciando energia sotto forma di calore e onde nella corona. Questo processo viene chiamato "riconnessione" per il comportamento particolare dei campi magnetici nel plasma (o in un qualunque fluido conduttore come il mercurio o l'acqua di mare). In un plasma le linee del campo magnetico sono normalmente collegate a elementi di materia, in modo che la topologia del campo magnetico rimanga la stessa: se una particolare coppia di poli magnetici nord e sud sono collegati da una linea di campo, allora anche se il plasma o i magneti si muovono, quella linea di campo continuerà a connettere quei particolari poli. La connessione viene mantenuta dalle correnti elettriche indotte nel plasma. Sotto certe condizioni queste correnti possono collassare, permettendo al campo magnetico di "riconnettersi" ad altri poli magnetici e rilasciare energia sotto forma di calore e onde.
La riconnessione magnetica è il fenomeno che provoca i flare solari, le più grandi esplosioni nel sistema solare. Inoltre, la superficie del sole è coperta da milioni di piccole regioni magnetizzate di 50–1000 km che si muovono costantemente sotto l'effetto della granulazione. Il campo magnetico nella corona dovrebbe quindi essere soggetto a costanti riconnessioni per adattarsi al movimento di questo "tappeto magnetico", e l'energia rilasciata da questo processo è una candidata come fonte del calore della corona, forse sotto forma di "microflare", ognuno dei quali produrrebbe un contributo di energia.
Questa teoria fu sostenuta da Eugene Parker negli anni ottanta, ma è ancora controversa. In particolare, i telescopi TRACE ed EIT (SOHO) sono in grado di osservare singoli microflare come piccole luminosità nella luce ultravioletta, e ne sono stati rilevati troppo pochi per giustificare l'energia della corona. Una porzione di essa potrebbe essere sotto forma di onde, o da un processo di riconnessione magnetico talmente graduale da fornire energia in modo continuativo e non essere rilevato dai telescopi. Attualmente si stanno effettuando delle ricerche su varianti di questa teoria come ipotesi su altre cause di stress del campo magnetico o di produzione di energia.